# Septsarges
Septsarges település Franciaországban, Meuse megyében. Lakosainak száma 47 fő (2022. január 1.). Septsarges Brieulles-sur-Meuse, Cuisy, Dannevoux, Gercourt-et-Drillancourt, Montfaucon-d’Argonne és Nantillois községekkel határos.

## Népesség
A település népessége az elmúlt években az alábbi módon változott:
| Lakosok száma | 95   | 65   | 56   | 54   | 47   | 48   | 47   | 47   | 47   | 47   |
|               | 1968 | 1982 | 1990 | 2006 | 2013 | 2015 | 2017 | 2019 | 2020 | 2022 |